# Orange (New Hampshire)
Orange – miasto w Stanach Zjednoczonych, w stanie New Hampshire, w hrabstwie Grafton.